# 山口県道239号銭屋美祢線
山口県道239号銭屋美祢線（やまぐちけんどう239ごう ぜにやみねせん）は、山口県美祢市を通る一般県道である。

## 概要
美祢市美東町絵堂から美祢市大嶺町北分に至る。

### 路線データ
- 起点：美祢市美東町絵堂（銭屋交差点、国道490号上、山口県道32号萩秋芳線交点）
- 終点：美祢市大嶺町北分（国道316号交点）

## 歴史
- 1958年（昭和33年）10月1日 - 山口県告示第644号の2により認定される。
- 1972年（昭和47年） - 山口県の県道番号再編により現行の路線番号に変更される。
- 1993年（平成5年）5月11日 - 建設省から、県道銭屋美祢線の一部を萩秋芳線として主要地方道に指定される[1]。
- 1994年（平成6年）3月15日 - 山口県告示第210号により山口県道32号萩秋芳線の区間が変更されたことに伴い、実質上の起点が美祢郡美東町赤になる[注釈 1]。
- 2011年（平成23年）5月27日 - 山口県告示第232号により、起点側のルートが小郡萩道路絵堂ICを経由するルートとなる。同時に旧起点側の山口県道32号萩秋芳線の路線変更にともない、その路線と重複区間だった宮の馬場交差点 - 佐山交差点の区間はこの路線単独となった[2]。

## 路線状況

### 重複区間
- 国道490号（美祢市美東町絵堂・銭屋交差点（起点） - 美祢市美東町絵堂・絵堂IC交差点）
- 山口県道28号小郡三隅線（美祢市美東町赤・松原交差点 - 美祢市美東町赤・宮の馬場交差点）
- 山口県道36号秋芳三隅線（美祢市秋芳町嘉万（かま））
- 山口県道31号美東秋芳西寺線（美祢市秋芳町別府）

## 地理

### 通過する自治体
- 山口県
  - 美祢市

### 交差する道路
| 交差する道路                                                    | 交差する場所       | 交差する場所        |
| --------------------------------------------------------------- | ------------------ | ------------------- |
| 国道490号 重複区間起点 山口県道32号萩秋芳線                     | 美東町絵堂         | 銭屋交差点 / 起点   |
| 国道490号 重複区間終点 国道490号 / 小郡萩道路                   | 美東町絵堂         | 絵堂IC交差点 絵堂IC |
| 山口県道28号小郡三隅線 山口県道333号奥秋吉台公園線 重複区間起点 | 美東町赤           | 松原交差点          |
| 山口県道28号小郡三隅線 重複区間終点                             | 美東町赤           | 宮の馬場交差点      |
| 山口県道242号秋吉台公園線                                       | 美東町赤           | 佐山交差点          |
| 山口県道36号秋芳三隅線 重複区間起点                             | 秋芳町嘉万（かま） |                     |
| 山口県道36号秋芳三隅線 重複区間終点                             | 秋芳町嘉万         |                     |
| 山口県道31号美東秋芳西寺線 重複区間起点                         | 秋芳町別府         |                     |
| 山口県道31号美東秋芳西寺線 重複区間終点                         | 秋芳町別府         |                     |
| 国道316号                                                       | 大嶺町北分         | 終点                |

### 沿線
- 美祢市 赤郷出張所
  - 赤郷郵便局
- 長州藩銭座跡
- 八幡池
- 秋吉台サファリランド
- 秋吉台オートキャンプ場
- 景清洞
- 美祢市 嘉万（かま）出張所
- 美祢市立秋芳桂花小学校
- 嘉万郵便局
- 共和のカシの森
- 中尾洞 - 内部保護のため公開はされていない。見学する場合は美祢市教育委員会の許可が必要。
- 中国自然歩道
- 弁天池
- 別府養鱒場
- 美祢市 別府出張所
- 別府郵便局

### 峠
- 杉ヶ峠（美祢市美東町絵堂）
- 鎧峠（美祢市美東町赤 - 美祢市秋芳町青景）